# Aleksander Lasoń
Aleksander Lasoń (* 10. November 1951 in Siemianowice Śląskie) ist ein polnischer Komponist, Pianist und Dirigent.
Lasoń studierte Komposition bei Józef Świder am Kattowitzer Konservatorium, dem Vorläuferinstitut der Musikakademie Kattowitz. Zusammen mit den schlesischen Komponisten Eugeniusz Knapik und Andrzej Krzanowski wird Aleksander Lasoń der Generation ’51 (Pokolenie '51) zugerechnet. Zusammen feierten diese ihr kompositorisches Debüt auf dem Musikfestival Młodzi Muzycy Młodemu Miastu in Stalowa Wola. Sie wandten sich in Wort und Ton gegen die damals stilistisch dominante Avantgarde, wie den Sonorismus von Krzysztof Penderecki und anderen Tonsetzern die der sog. Polnischen Komponistenschule zugerechnet werden. Lasoń komponiert sowohl  Kammermusik (7 Streichquartette) als auch Orchesterwerke (4 Sinfonien), deren Aufführungen er häufig auch selbst als Dirigent vorsteht. Er lebt und arbeitet in Katowice.